# Окубо Тосимити
Окубо Тосимити (яп. 大久保 利通 О:кубо Тосимити, 26 сентября 1830, Kōrai, Кагосима — 14 мая 1878, Kioichō, Токио) — японский политик, самурай из княжества Сацума, один из «трёх благородных людей» Реставрации Мэйдзи, возглавлявших проимператорские силы в 1868 году в борьбе против сёгуната Токугава.
Противник сёгуната, инициатор союза с княжеством Тёсю. В ходе реставрации Мэйдзи провёл земельную, административную и налоговую реформы, направленные на ликвидацию федеративного устройства Японии и создание мощной унитарной империи. Вице-посол посольства Ивакуры (1871—1873). Выступал против завоевания Кореи (1873). Советник Императора, 3-й министр финансов Японии (13 августа — 12 октября 1871), 1-й, 3-й и 5-й министр внутренних дел Японии (29 ноября 1873 — 14 февраля 1874, 27 апреля — 12 августа 1874, 28 ноября — 14 мая 1874). Способствовал вестернизации, развитию японской промышленности и наращиванию военной мощи страны. После подавления Сацумского восстания 1877 года был убит самураем Симадой Итиро и группой из шести самураев из Сацумы на пути в Токио 14 мая 1878 года.
Другие имена — Сё'сукё (яп. 大久保正助) и Итидзо́ (яп. 大久保一蔵) ; псевдоним — Кото́ (яп. 甲東)

## Биография
Окубо Тосимити родился в замке Кагосима провинции Сацума (ныне префектура Кагосима) и был старшим из пяти детей. Учился в одной школе с Сайго Такамори, который был старше его на три года.
В возрасте 17 лет Тосимити назначили помощником писаря архива княжества Сацума. Однако в 1849 году, из-за вспышки борьбы вокруг назначения следующего главы княжества, в которой партия рода Окубо проиграла, отца Тосимити наказали ссылкой, и семья стала жить в нищете. Эти события радикализировали Тосимити, который сошёлся с представителями антииноземного и антиправительственного движения «Сонно Дзёи» и стал активно интересоваться политикой. В 1851 он способствовал приходу к власти в Сацуме Симадзу Нариакири, который реабилитировал всех наказанных тремя годами ранее.
Благодаря посредничеству своего товарища Сайго Такамори, Тосимити как представитель реформаторской партии получил должность в центральном аппарате нового главы Сацумы. Последний взялся за радикальные преобразования в княжестве, однако в 1858 году внезапно умер. В то же время сёгунат начал политические чистки радикальных реформаторов по всей стране, поэтому в 1862 году Тосимити стал вместе с Симадзу Хисамицу, братом покойного правителя Сацумы, автором идеи реформы сёгуната, названной «кобу гаттай» (яп. 公武合体 ко:бу гаттай, «единение императорского двора и сёгуната») и ставшей своеобразной программой примирения военного правительства бакуфу и императорской власти, находившихся тогда в состоянии открытой конфронтации. Кобу гаттай была гораздо менее тенденциозна и экстремальна, чем программа Сонно Дзёи, предусматривавшая помимо реставрации императорской власти ещё и полное изгнание из Японии иностранцев и расторжение заключённых с ними договоров. Однако после событий 1863 года, когда английский флот обстрелял княжество Сацума, взгляды Окубо изменились.

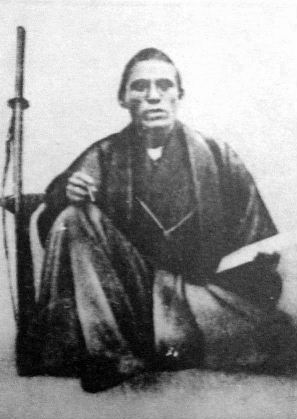
Тосимити в юности.

В 1860 году, благодаря протекции Симадзу Хисамицу, он стал младшим заведующим финансов княжества (яп. 勘定方小頭), а впоследствии получил назначение на должность управляющего княжеских амбаров (яп. 御小納戸頭取). Юный хозяйственник выполнял роль посредника между властью Сацумы и самой низкой прослойкой местного самурайства, имел влияние и на первых, и на вторых, и благодаря этому превратился в одну из центральных политических фигур Сацумы.
В 1866 году, вместе с Сайго Такамори и Кидо Такаёси они сформировали альянс между кланами Сацума и Тёсю, который привёл в 1868 году к падению сёгуната Токугава и к восстановлению императорской власти. К альянсу также присоединились представители столичной аристократии во главе с Ивакурой Томоми. Решение Тосимити резко изменило умеренный курс Сацумы в сторону более радикального и сделало возможным осуществление реставрации Мэйдзи.
После возникновения нового Императорского правительства в 1868 году, Тосимити занимал в нём одну из ключевых ролей. Он поочерёдно назначался на должности младшего советника, особого советника (яп. 徴士), советника-судьи Службы внутренних дел (яп. 参与内国事務局判事) и Императорского советника. Совместно с Кидо Такаёси, Тосимити выступил инициатором земельной и административной реформ, направленных на создание государственного земельного фонда, ликвидацию автономных уделов (ханов, или княжеств) и появление сильного центрального правительственного аппарата. Среди чиновников, большинство из которых были выходцами из настроенных ранее против сёгуната уделов Сацума, Тёсю, Тоса и Сага, он считался умеренным консерватором, ратовавшим за эволюционное развитие страны и часто стоявшим в оппозиции к либерально настроенным Кидо Такаёси и Окуме Сигэнобу, которые поддерживали революционную вестернизацию.
Находясь на посту министра финансов с 13 августа по 12 октября 1871 года, Тосимити успешно осуществил реформу налога на землю. В том же году его назначили вице-послом в посольство Ивакуры, которое отправилось в Россию, США и страны Европы с целью изучить иностранный опыт государственного управления. Во время путешествия Тосимити был поражён уровнем развития промышленности и торговли в США, а также военной мощью Пруссии.
В 1873 году Тосимити вернулся в Японию и под влиянием увиденного стал выступать за обновление политического курса, направленного на развитие японской промышленности и наращивание боеспособности страны. Он отклонил предложение Сайго Такамори завоевать Корею и добился отставки из правительства всех своих идейных противников. В том же году Тосимити основал центральное правительственное Министерство внутренних дел, при котором создал отдел развития промышленности и полицейский отдел. 29 ноября 1873 года он первым возглавил это ведомство и руководил им с перерывами до 14 мая 1874 года.

Окубо Тосимити в миссии Ивакура, первый справа.

С помощью министерства Тосимити установил личную диктатуру. Большинство государственных должностей были розданы его единомышленникам, выходцам из бывшего княжества Сацума. Это был первый в новой истории Японии абсолютистский режим. Благодаря единоличному руководству Тосимити удалось за короткий срок модернизировать японскую промышленность, построить военные заводы и текстильные фабрики в традиционных сельскохозяйственных местностях, а также подавить с помощью полиции Сацумское восстание под руководством Сайго Такамори. Для предотвращения крестьянских выступлений правительство снизило налоги и смогло преодолеть политический кризис 1877 года.
Несмотря на успехи в управлении, диктатура Тосимити, основанная на манипулировании Императором и контроле за правительственными должностями, вызвала много нареканий со стороны японских интеллектуалов, политиков и бывших самураев. 14 мая 1878 года, направляясь в Токио, Тосимити был убит группой недовольных самураев из княжества Кага под предводительством Симады Итиро. Нападавшие зарубили Тосимити вместе со свитой и лошадьми. На его теле нашли 16 ножевых ранений.
В японской историографии и исторической литературе Тосимити традиционно предстаёт как умный политик-реалист, который имел большой политический талант и опыт и был на голову выше своих коллег-чиновников в сфере государственного строительства. С другой стороны, постоянно подчёркиваются его хладнокровие, а кое-где жестокость в отношении политических оппонентов, даже бывших друзей, стремление к власти и пренебрежение мнением других.
За заслуги покойного Тосимити перед государством его род Окубо был приравнен к титулованной знати кадзоку.